# Where You Are (Jessica Simpson)
Where You Are è un singolo della cantante statunitense Jessica Simpson, pubblicato nel 2000 ed estratto dall'album Sweet Kisses. Il brano vede la partecipazione dell'attore e cantante Nick Lachey.

## Tracce
- Maxi CD (USA)

1. Where You Are [Album Version] - 4:32
2. Where You Are [Lenny B's Club Mix] - 10:55
3. Where You Are [Lenny B's Dub Mix] - 7:14
4. Where You Are [Lenny B's Bonus Beats] - 2:30
5. I Wanna Love You Forever [Soul Solution Extended Club Vocal Version] - 9:28

## Video
Il videoclip della canzone è stato diretto da Kevin Bray.